# کانی شاه قلی
کانی شاه قلی، روستایی در ایران- استان کردستان از توابع شهرستان دهگلان- بخش بلبان آباد است.

## جمعیت
این روستا در دهستان ئیلاق جنوبی قرار دارد و براساس سرشماری مرکز آمار ایران در سال ۱۳۸۵، جمعیت آن ۱۲۲ نفر (۲۸خانوار) بوده‌است.